# Christian Tychsen
Christian Tychsen (3 décembre 1910 à Flensbourg – 28 juillet 1944 à Trelly) était un SS-Obersturmbannführer (lieutenant-colonel) de la Waffen-SS.
Il a été récipiendaire de la croix de chevalier de la croix de fer avec feuilles de chêne.

## Biographie

### Début de carrière
Tychsen rejoint le corps des Waffen-SS en décembre 1931 avec la 50e SS-Standarte. Il est ensuite transféré à la SS/VT (SS-Verfügungstruppe) en octobre 1934 et a servi dans le régiment Germania comme chef de peloton d'octobre 1936 jusqu'en décembre 1938, quand il devient le commandant de la 1re Compagnie Bataillon N.

### Seconde Guerre mondiale

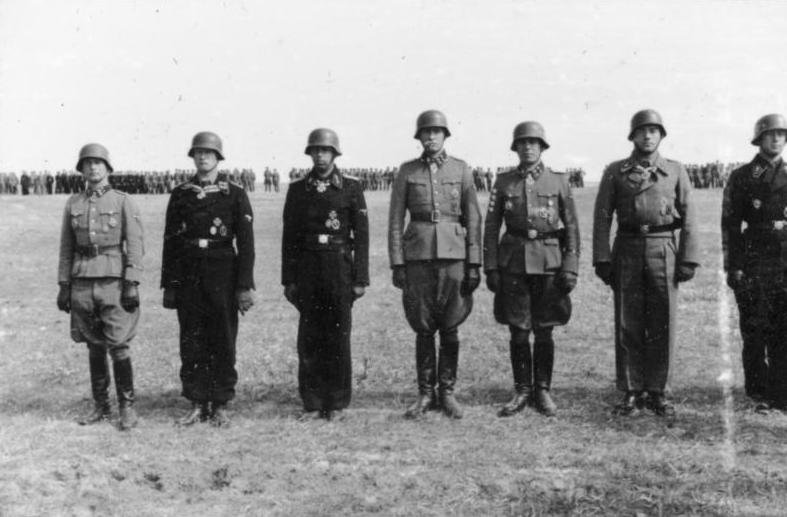
Tychsen (deuxième à gauche) lors de la remise de la croix de chevalier avec feuilles de chêne en Russie, avril 1943

Quand le bataillon N est dissout, il est transféré au commandement de la 1re compagnie de moto. En février 1941 son commandement est absorbé par le bataillon de moto et a été rebaptisée la 3e compagnie, bien que Schafraanek conserve le commandement.
En janvier 1942, il reçoit le commandement du bataillon de moto. Après avoir été blessé en février 1942, il est envoyé à l'école des officiers SS à Brunswick jusqu'à ce qu'il ait récupéré. En mai, il reçoit le commandement du 2e Régiment Langemarck et est maintenu dans cette fonction jusqu'à ce que ce dernier devienne le 2e régiment blindé en octobre 1942. En avril suivant, il est décoré de la croix de chevalier de la croix de fer.
Tychsen devient commandant du SS-Panzer-Regiment 2 Das Reich en novembre 1943, et remplace au pied-levé le SS-Gruppenführer Heinz Lammerding blessé lors de la bataille de Sainteny comme commandant temporaire de la 2e division SS Das Reich cette division a été responsable du Massacre de Tulle et du Massacre d'Oradour-sur-Glane entre Limoges et Saint-Junien le 10 juin 1944.
Après le déclenchement de l'Opération Cobra lancée le 25 juillet 1944 par la 1st US Army, les Américains continuent d'avancer en direction d'Avranches.

## Mort
Après avoir été blessé plus de neuf fois au total, il a été tué en Normandie (opération Overlord) lorsque la Volkswagen Kübelwagen, roule en direction du sud sur la Départementale 7 (axe Coutances-Gavray-sur-Sienne) dans laquelle il était avec un chauffeur Rolf Lemke et un sous-officier Frotscher, s'est fait tirer dessus par un char américain. Il est décédé de ses blessures dans ce carrefour s'il était blessé son agonie du être brève, son thorax a été mitraillé de toute part. Seul le SS-Obersturmführer Joachim Frotscher réussit à sauter de la voiture et à se cacher derrière une haie avant de rejoindre  le PC divisionnaire à pieds (les Hauts Vents, Trelly) Les chasseurs de souvenirs ont pris sa vareuse avec toutes ses décorations et tous les autres types d'identification, de sorte qu'il a été enterré comme un soldat inconnu, mais a plus tard été identifié.
SS-Obersturmbannführer Christian Tychsen repose maintenant au bloc 5 rangée 24 tombe 1196 puis Le SS-Rottenführer Rolf Lemke son chauffeur est lui aussi inhumé au Cimetière militaire allemand de Marigny au bloc 5 rangée 29 tombe 1437

## Promotions
- SS-Untersturmführer: 30 janvier 1937
- SS-Obersturmführer: 1er juin 1938
- SS-Hauptsturmführer: 9 novembre 1939
- SS-Sturmbannführer: 1er septembre 1942
- SS-Obersturmbannführer: 30 janvier 1944

## Décorations
- Croix de fer
  - 2e classe (10 mai 1940)
  - 1re classe (18 juillet 1941)
- 4 insignes de destruction de chars
- Insigne de combat d'infanterie
- Croix allemande en or (13 mai 1942)
- Croix de chevalier de la croix de fer avec feuilles de chêne
  - Croix de chevalier de la croix de fer (31 mai 1943)
  - avec feuilles de chêne # 353 (10 décembre 1943)